# La Comédie du travail
Pour plus de détails, voir Fiche technique et Distribution.
La Comédie du travail est un film français réalisé par Luc Moullet et sorti en 1988.

## Fiche technique
- Titre : La Comédie du travail
- Réalisation : Luc Moullet
- Scénario : Luc Moullet et Antonietta Pizzorno
- Sociétés de production : La Sept, Les Films d'Ici et Video 13 Productions
- Photographie : Richard Copans
- Montage : Françoise Thévenot
- Pays de production :  France
- Format : Couleurs - 1,35:1 - Mono - 35 mm
- Genre : comédie dramatique
- Durée : 84 minutes
- Date de sortie : France - 9 mars 1988[1]

## Distribution
Sauf indication contraire, les informations mentionnées dans cette section peuvent être confirmées par la base de données cinématographiques IMDb,  présente dans la section « Liens externes ».
- Roland Blanche : Benoît Constant, employé de banque
- Sabine Haudepin : Françoise Duru, chargée de placement à l'ANPE
- Henri Déus : Sylvain Berg, passionné de montagne
- Antonietta Pizzorno : Mme Constant, fonctionnaire
- Jean Abeillé : Un demandeur de prêt immobilier
- Max Desrau : Le vieux cycliste routard
- Claude Merlin : L'employé de l'ASSEDIC
- Michel Delahaye : Le chef du bureau de l'ANPE
- Françoise Vatel : Une amie de Françoise
- Benjamin Chedal : Le fils Constant
- Micha Bayard : La concierge de l'immeuble des Constant
- Paulette Dubost : La marchande de journaux
- Olivier Hamel : Le directeur de l'agence bancaire
- Caroline Chedal : Le vendeur de fiches de paie
- Richard Bigotini : L'huissier de l'ASSEDIC
- Maurice Chevit : Le vieux chômeur
- Dominique Zardi : L'huissier de l'ANPE
- Raymonde Heudeline : La dame dans le couloir de l'ANPE
- Aristide Demonico : Le premier terrassier dans la rue
- Emile Salvador : Le second terrassier dans la rue
- Jacques Nolot : Le chômeur battu par Constant
- Noël Simsolo : Le curé
- Pierre Belot : Le conservateur
- François Viaur : Ducroq
- Nicole Renard : L'adjointe de Ducroq
- Manuela Gourary : La râleuse au guichet de l'ANPE
- Michèle Brujaille : La dame du pointage de l'ANPE
- Annie Savarin : La pompiste
- Jean-Marc de Samie : L'électricien
- Bruno Abraham-Kremer : L'avocat de B. Constant
- Claude Buchwald : La râleuse dans la queue de l'ANPE
- Sophie Delaage : La dame de 36 ans
- Cristina López : La femme de ménage
- Max André : Un policier
- Luc Moullet : Monsieur Prospère Chomeur (non crédité)
- Marie-Christine Questerbert (non créditée)

## Distinctions
- Prix Jean-Vigo 1988